# Angers SCO
Angers Sporting Club de l'Ouest, obično nazivan Angers SCO ili jednostavno Angers, francuski je profesionalni nogometni klub iz Angersa. Klub je osnovan 1919. godine i igra u Ligueu 1. Domaće utakmice igra na stadionu Stade Raymond Kopa.

## Vanjske poveznice
- Službena web stranica  Arhivirana inačica izvorne stranice od 27. veljače 2018. (Wayback Machine)